# Chien Yu-hsun
Chien Yu-hsun (chinesisch 簡佑旬, * 22. September 1978) ist ein taiwanischer Badmintonspieler.

## Karriere
Chien Yu-hsun gewann 2002 die Weltmeisterschaft der Studenten im Mixed mit Cheng Wen-hsing und wurde Zweiter im Doppel mit Huang Shih-chung. 2006 verteidigte er den zweiten Platz im Herrendoppel, diesmal jedoch mit Lin Yu-lang an seiner Seite. Im gleichen Jahr belegten beide auch Rang drei bei den Vietnam Open. Bei den Greece International gewann er erneut im Herrendoppel, einmal mehr mit neuem Partner Lin Yen-jui.

## Sportliche Erfolge
| Saison | Veranstaltung                     | Disziplin    | Platz | Name                             |
| ------ | --------------------------------- | ------------ | ----- | -------------------------------- |
| 1998   | Weltmeisterschaften der Studenten | Herrendoppel | 1     | Chien Yu-hsun / Huang Shih-chung |
| 2002   | Weltmeisterschaften der Studenten | Mixed        | 1     | Chien Yu-hsun / Cheng Wen-hsing  |
| 2002   | Weltmeisterschaften der Studenten | Herrendoppel | 2     | Chien Yu-hsun / Huang Shih-chung |
| 2006   | Vietnam Open                      | Herrendoppel | 3     | Chien Yu-hsun / Lin Yu-lang      |
| 2006   | Weltmeisterschaften der Studenten | Herrendoppel | 2     | Chien Yu-hsun / Lin Yu-lang      |
| 2008   | Greece International              | Herrendoppel | 1     | Chien Yu-hsun / Lin Yen-jui      |